# Luminaria

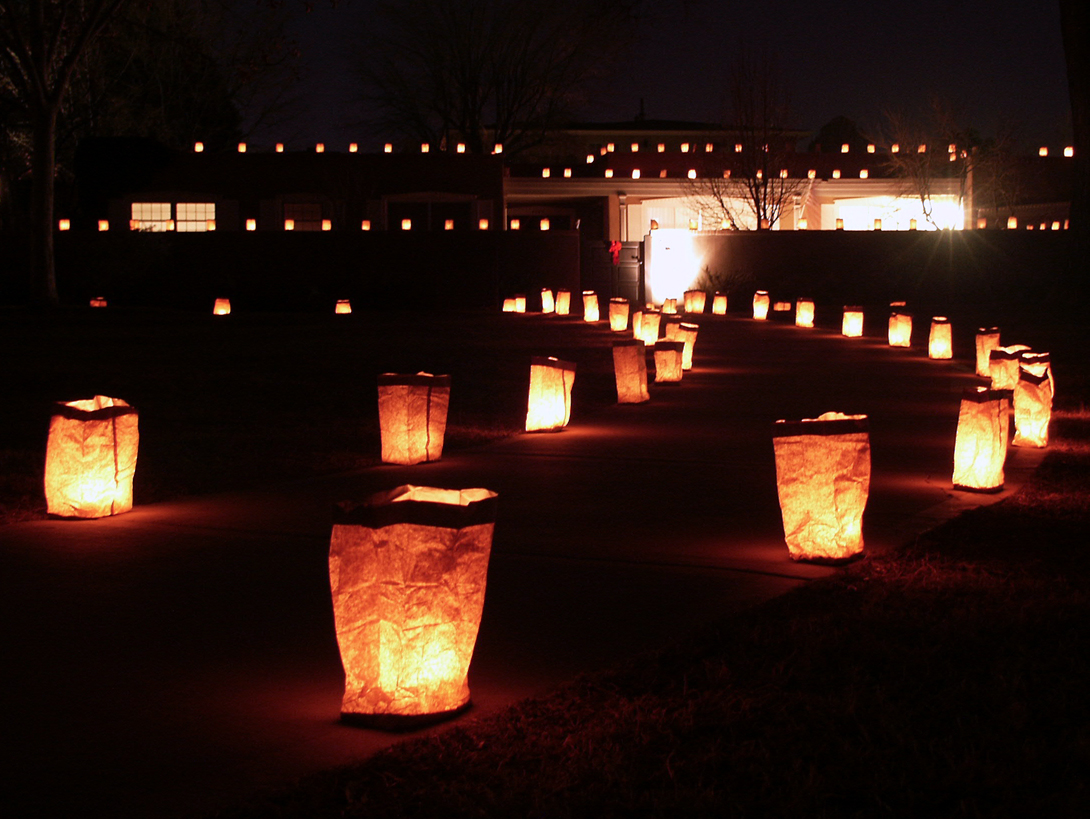
Tipica luminaria ad Albuquerque

La luminaria è un oggetto di illuminotecnica. Sono dette luminarie tutti gli addobbi luminosi utilizzati sia per i balconi di casa, i presepi, gli alberi di natale (addobbi casalinghi) sia per le feste patronali per le strade e le piazze in festa (luminarie o "parature").

## Storia
Da sempre le feste sono state caratterizzate dall'utilizzo di fonti di luce per rendere il senso di gioia e allegria. Prima dell'invenzione della corrente elettrica e della lampadina furono utilizzate le torce con tele catramate e successivamente dei piccoli vasi contenenti olio di bassa qualità per lampade ("lampante").
Per rendere sempre più ricca la decorazione della festa venivano costruite con pali in legno ed archi le cosiddette "parature" a cui erano appesi dei bicchieri in vetro contenenti l'olio e che venivano accesi ad uno ad uno. 
Finalmente l'uso della corrente elettrica e delle lampadine ha reso tutto più facile. In Italia, le luminarie sono praticamente un’esclusiva delle cittadine del Sud.

## Addobbi casalinghi
Le luminarie sono alimentate con l'elettricità fornita dalla rete elettrica a 230 volt o a 240 volt e per collegare molte lampadine vengono utilizzati due approcci alternativi: il collegamento in serie ed in parallelo.
Nel collegamento in serie le lampadine vengono collegate una di seguito all'altra a formare un circuito ad anello. In accordo con la seconda legge di Kirchhoff si ha che ciascuna lampadina è sottoposta ad una tensione pari alla tensione di rete diviso il numero di lampadine che costituiscono la catena.
Questa soluzione è particolarmente economica in quanto impiega lampadine a bassissima tensione di costo limitato e riduce al minimo il filo elettrico necessario. Per contro il numero delle lampadine è vincolato ad un numero prefissato ed in caso di guasto di una lampada l'intera catena si spegne. Il sistema in serie è usato soprattutto nelle piccole catene luminose applicate agli alberi di Natale casalinghi.
Nel collegamento in parallelo ciascuna lampadina è collegata direttamente alla tensione di rete, pertanto due fili di alimentazione devono percorrere l'intera lunghezza della luminaria. I vantaggi di questo approccio risiedono nella flessibilità, ovvero il numero di lampade può essere aumentato a piacere (mantenendo però l'assorbimento di corrente elettrica entro i limiti sopportabili dai cavi) e nel fatto che in caso di guasto di una lampada le altre rimangono accese. Per questi motivi le luminarie in parallelo sono usate nelle luminarie installate nelle strade e monumenti, dove limitare l'accesso per la manutenzione è importante.

## Le luminarie nel periodo natalizio

### Storia
Con luminarie natalizie si intende quella pratica tradizionale di utilizzare luci e giochi di luce in occasione della festività del 25 dicembre, comprese quelle attività promozionali che utilizzano inserti luminosi. La tradizione trae spunto dalla antica abitudine di addobbare l'albero natalizio con delle candele, la cui luce rappresentava metaforicamente la figura di Cristo come "luce del mondo". Questa pratica era particolarmente radicata in Germania.
Sul finire del XIX secolo e l'inizio del XX secolo, alle candele si sostituirono molto lentamente le luci alimentate con energia elettrica.
Il primo albero natalizio addobbato con luci elettriche fu quello che Edward H. Johnson, socio dell'inventore Thomas Edison, realizzò nel 1885 per la propria abitazione, sulla 5th Avenue di New York. L'albero fu addobbato con 80 luci di tre colori differenti, commemorativi della bandiera americana e quindi bianco, rosso e blu. La notizia è giunta sino ai giorni nostri grazie ad un articolo che, per l'occasione, fu pubblicato da un quotidiano di Detroit. Per questo motivo, Edward H. Johnson è comunemente ricordato come "il padre dell'albero natalizio luminoso".
Nello stesso 1895 anche la Casa Bianca, allora sotto la presidenza di Grover Cleveland, si dotò di un proprio albero con ornamenti luminosi. 
La prima azienda produttrice di stringhe luminose per l'albero natalizio fu invece la General Electric Co., di Harrison, nello Stato del New Jersey.
Tra le prime città ad utilizzare luce elettrica per i propri alberi natalizi vanno rammentate San Diego nel 1909 e New York nel 1912. 
Tuttavia, a seguito degli alti costi dell'energia elettrica di allora, per moltissime famiglie non vi fu una concreta possibilità di utilizzo per il proprio albero natalizio, e sino a circa il 1940 si continuò a prediligere le classiche candele di cera. 
Solo verso la metà del 1950 si assiste al boom delle decorazioni luminose, che da qui in poi non si limiteranno più soltanto all'albero natalizio, ma che invece inizieranno ad addobbare anche l'abitazione e le strade delle città. 
Negli Stati Uniti, a partire dal 1960 circa, nasce l'abitudine di decorare l'esterno delle proprie abitazioni con stringhe luminose che delineano le forme della casa stessa.

### Pubbliche illuminazioni natalizie
Illuminare le vie cittadine e gli edifici pubblici è una delle tradizioni più belle ed interessanti delle festività natalizie. 
Molte amministrazioni decorano grandi alberi che vengono poi posti temporaneamente nelle più importanti piazze cittadine, così come nelle strade principali o nei parchi pubblici. 
Alcuni tipi di illuminazione, come quelle della Torre Eiffel o del Sydney Opera House, nate in occasione delle festività natalizie, hanno poi allargato i propri orizzonti temporali ed oggi sono ammirabili durante tutti i giorni dell'anno, ad orari determinati. 
Tra le illuminazioni pubbliche natalizie vi sono, molto famose, quelle di Regent Street e quelle di Oxford Street, a Londra, inaugurate rispettivamente per la prima volta nel 1954 e nel 1959.

### La competizione delle luminarie negli Stati Uniti d'America
All'inizio del 1960 si sviluppò negli Stati Uniti un tipo di architettura definita "tract housing": interi quartieri residenziali sorsero alle periferie delle città, tutti connotati da un'incredibile somiglianza delle abitazioni (per lo più ville a due piani con giardino e zona garage).
Col passare degli anni, divenne molto comune per i residenti di questi quartieri l'abitudine di competere tra loro per il miglior addobbo luminoso durante le festività natalizie. 
Tale competizione è ancora oggi molto sentita in America, e durante la seconda metà di Dicembre è un piacevole passatempo familiare quello di guidare o camminare di sera per i quartieri residenziali della propria città, col fine di ammirare le centinaia di luminarie che addobbano le case ed i giardini.
Tali decorazioni col passare degli anni sono divenute così estrose e complesse da richiedere settimane di lavoro dei proprietari di casa per la loro annuale installazione. 
In alcune cittadine anche le amministrazioni comunali si fanno partecipi di questa competizione, e consegnano annualmente il premio per la "Migliore luminaria casalinga di Natale". 

## Giochi di luce
Per aumentare il significato festoso delle luminarie spesso le singole lampadine vengono colorate con colori diversi, anche se l'utilizzo di luce bianca, magari con effetti di movimento, può essere usato come metafora della neve.
Più circuiti in serie o parallelo possono essere collegati in varie combinazioni per realizzare effetti luminosi complessi. Le catene luminose possono essere controllate da dispositivi di intermittenza oppure da circuiti elettronici in grado di produrre effetti più complessi del semplice lampeggiamento, quali dissolvenze incrociate, effetti di movimento ecc.

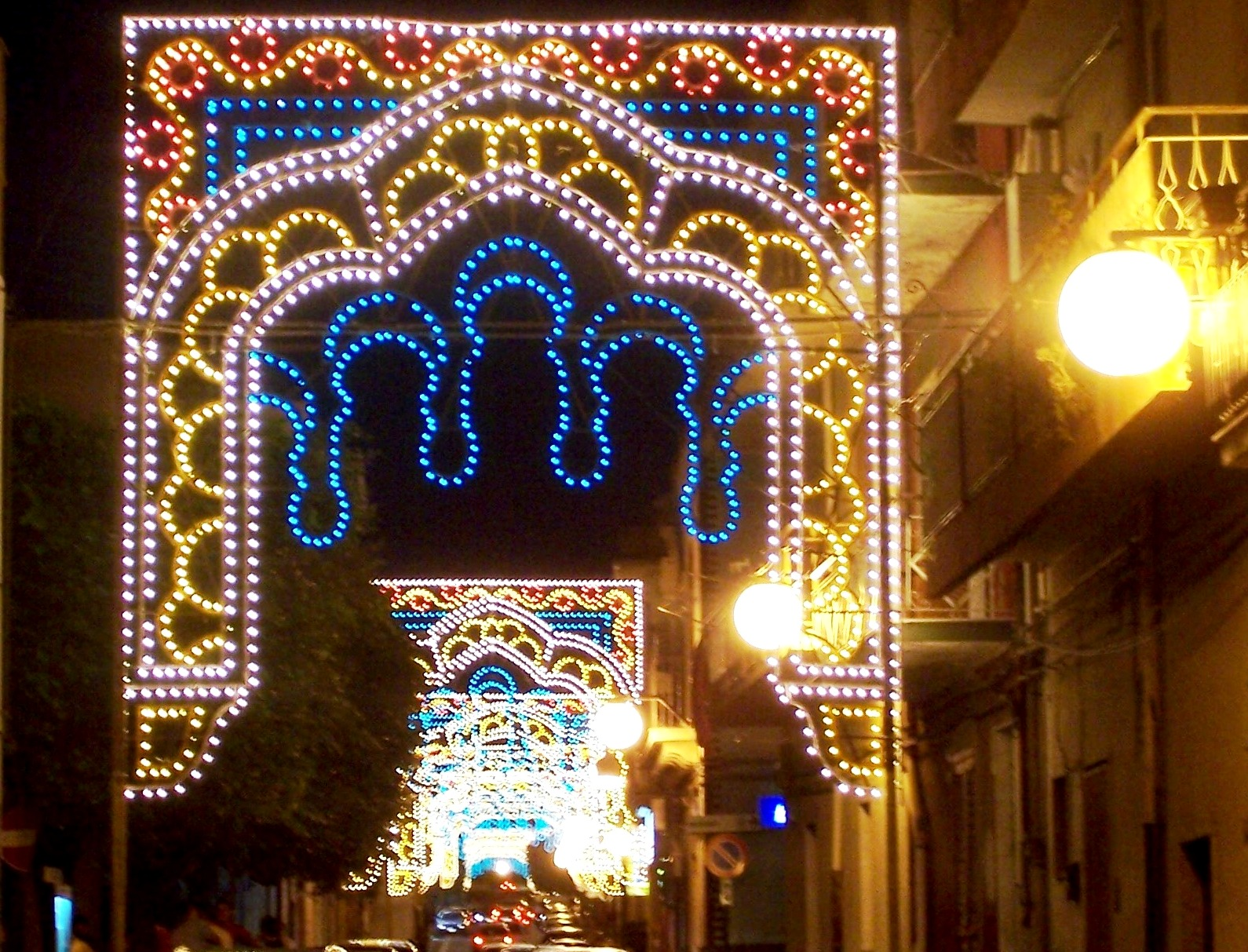
Illuminazione artistica, allestita per la festa di San Prospero martire Patrono di Catenanuova
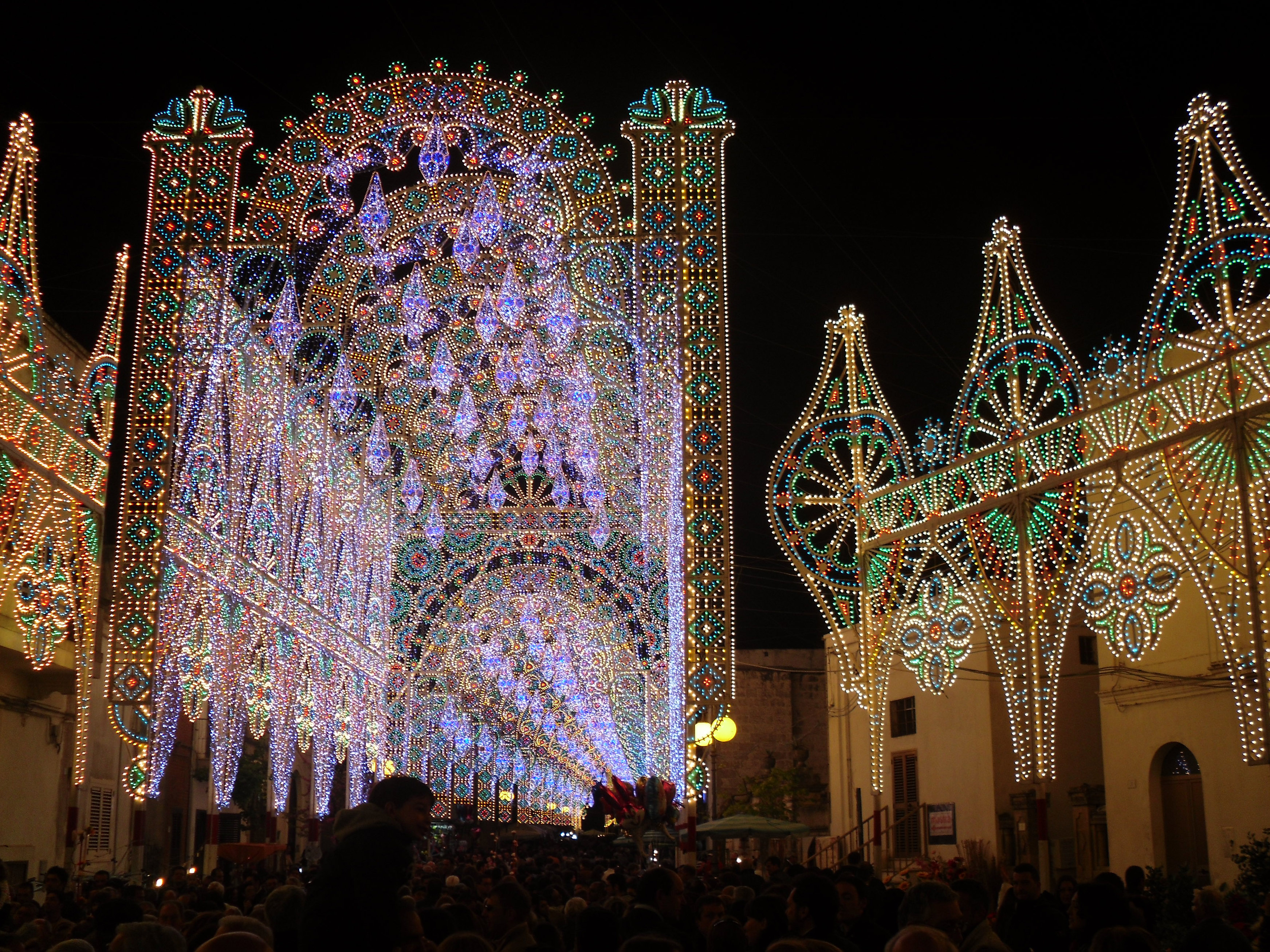
Luminarie alla festa patronale dei santi Filippo e Giacomo a Diso
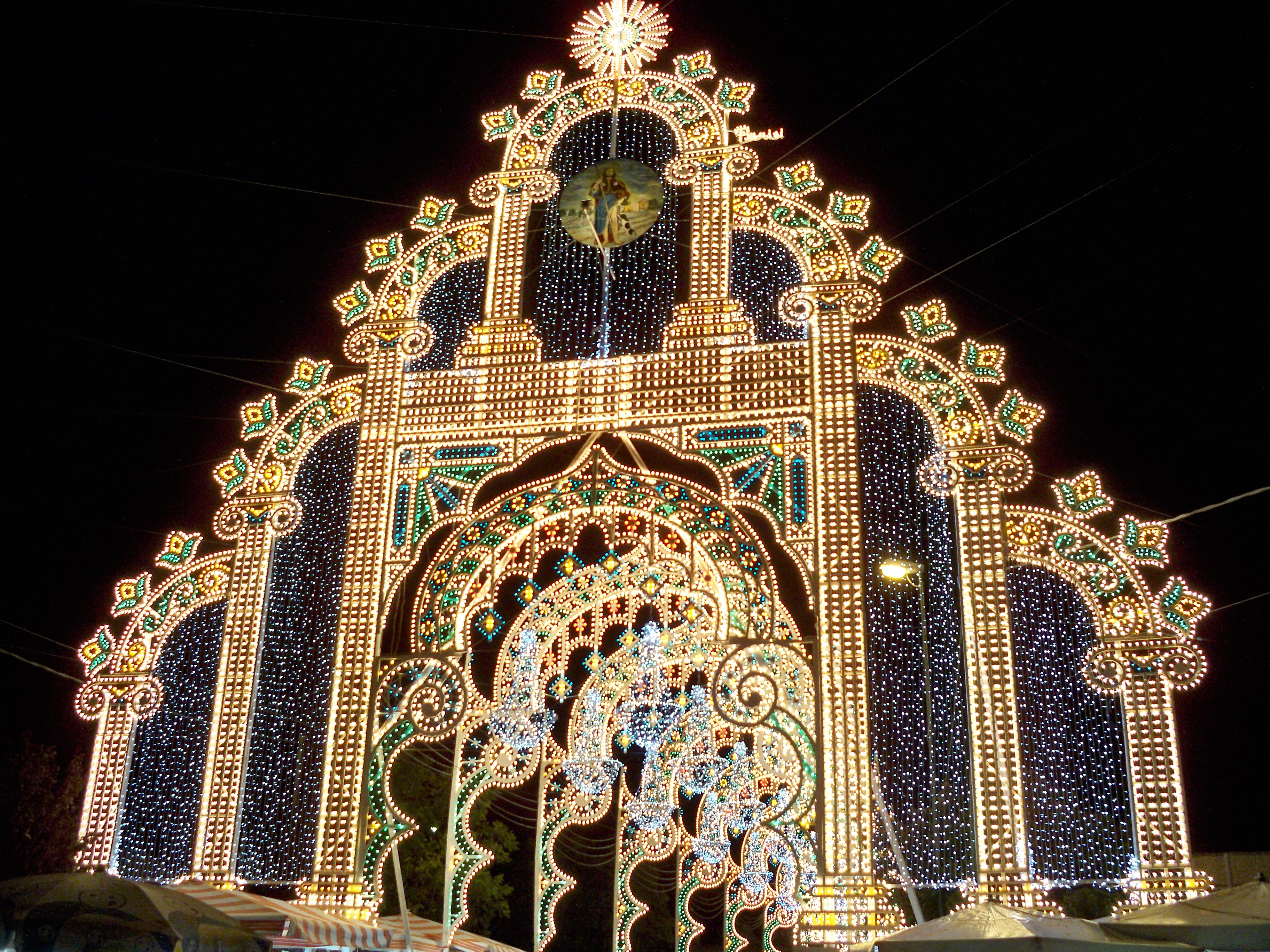
Luminarie della festa di San Rocco a Torrepaduli
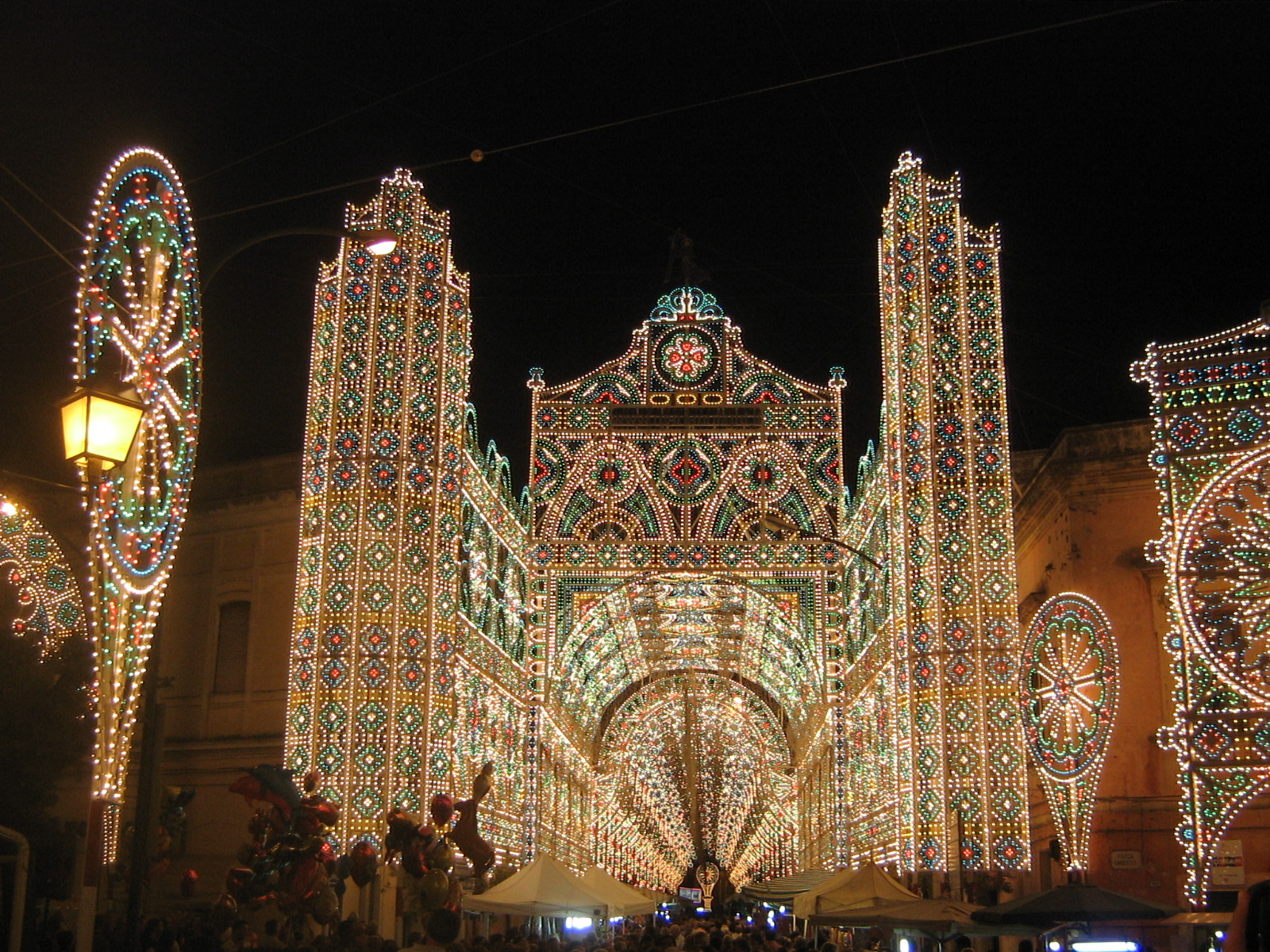
Luminarie della festa di San Giuseppe da Copertino a Copertino
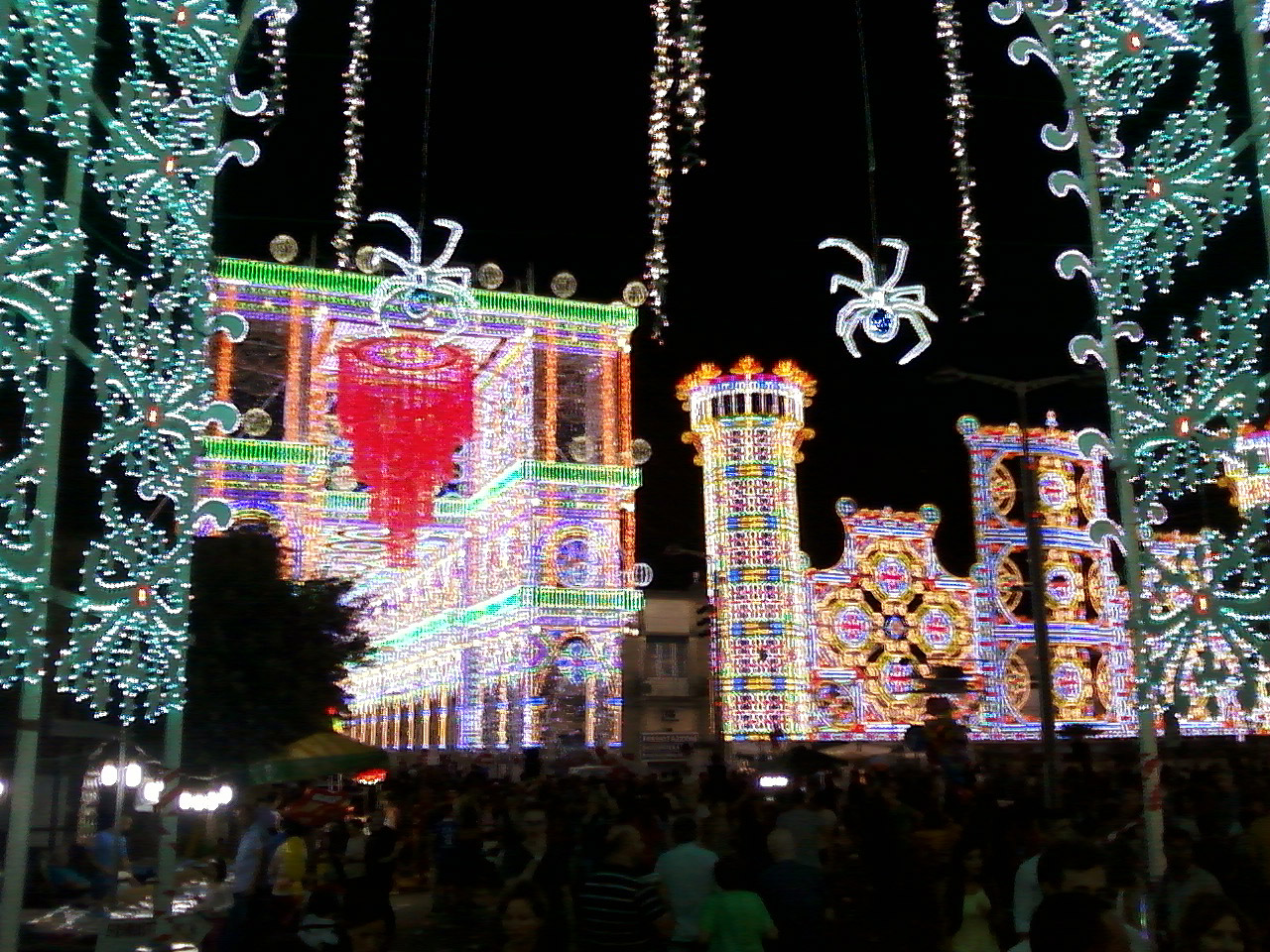
Luminarie per la festa di Santa Domenica a Scorrano
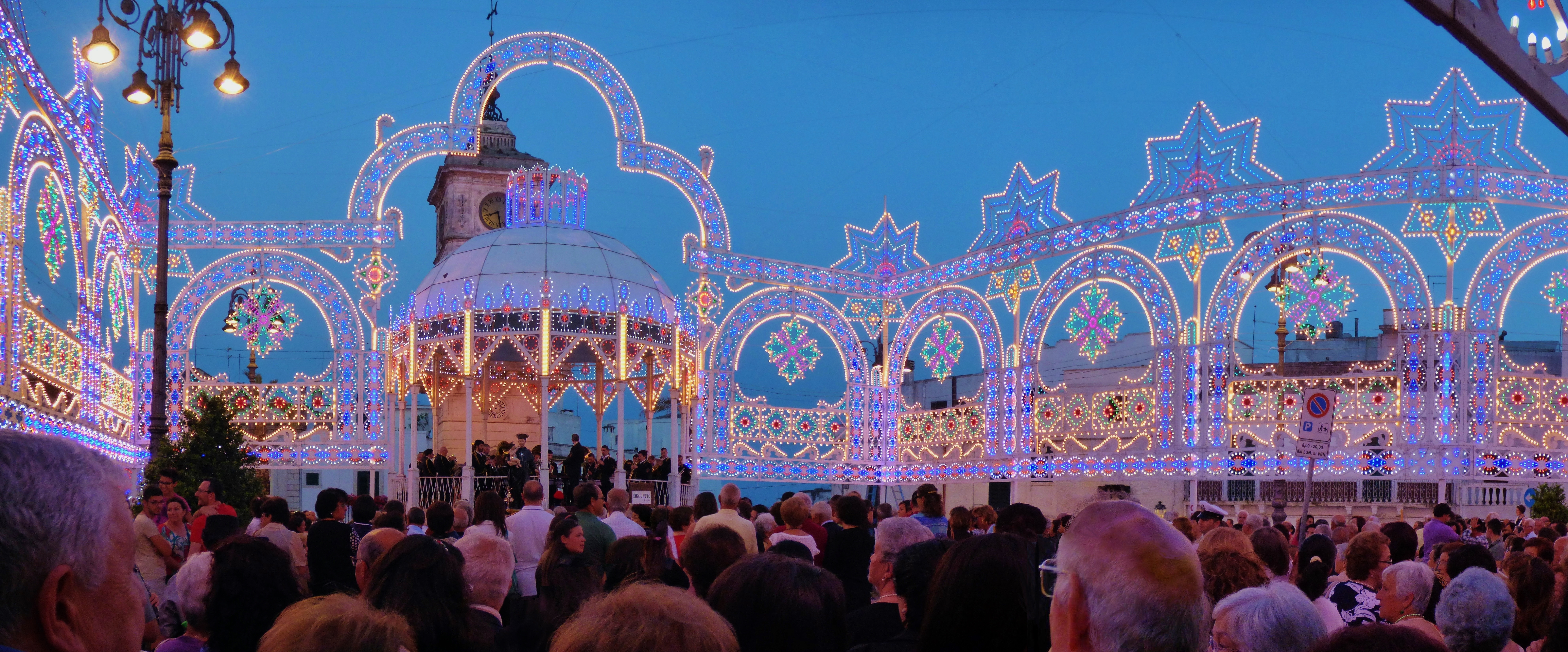
Luminarie per la festa patronale di Sant'Antonio da Padova a Ceglie Messapica

## Sicurezza
In quanto apparecchiature elettriche in bassa tensione, le luminarie sono soggette alle normative elettriche nazionali e rispondere ai requisiti per il marchio C E. 
Inoltre le luminarie possono essere utilizzate all'aperto solamente se questa possibilità è espressamente prevista dal prodotto.